# Дургапур (город, Раджшахи)
Дургапур (бенг. দূর্গাপুর, англ. Durgapur) — город на северо-западе Бангладеш, административный центр одноимённого подокруга. Площадь города равна 4,35 км². По данным переписи 2001 года, в городе проживало 4197 человек, из которых мужчины составляли 52,30 %, женщины — соответственно 47,70 %. Плотность населения равнялась 965 чел. на 1 км². Уровень грамотности населения составлял 38,1 % (при среднем по Бангладеш показателе 43,1 %).